# Elsa Regnell
Elsa Albertina Regnell, född 29 maj 1889 i Stockholm, död i 1 januari 1967 i Stockholm, var en svensk simhoppare. 
Regnell tävlade för Stockholms KK och deltog vid Olympiska sommarspelen 1912 i Stockholm i försöken i simhopp (raka hopp) från 5 och tio meter. Bland 14 deltagare – av vilka 12 var från Sverige – tog sig Larsson till final, där hon slutade på fjärde plats. 
Elsa Regnell var yngre syster till Lisa Regnell (1887–1979) som tog silver i simhopp vid olympiaden, och Nils Regnell  (1884–1950) som vid i de "extra" sommarspelen 1906 deltog som frisimmare.